# Щербак Анатолій Миколайович
Анатолій Миколайович Щербак (нар. 16 березня 1924, Болград — пом. 20 січня 1976, Бердянськ) — Герой Радянського Союзу, в роки радянсько-німецької війни стрілець 2-ї стрілецької роти 1050-го стрілецького полку 301-ї стрілецької Сталінської (Донецької) дивізії 9-го Червонопрапорного стрілецького корпусу 57-ї армії 3-го Українського фронту, червоноармієць.

## Біографія
Народився 16 березня 1924 року в селі Болграді (нині село Озеряни Генічеського району Херсонської області України) в селянській родині. Росіянин. Закінчив 5 класів школи.
У Червоній армії з 1943 року. Брав участь у німецько-радянській війні з листопада 1943 року. Особливо відзначився 13 квітня 1944 року при форсуванні річки Дністра на північ міста Бендер, в районі села Бичека Тираспольського району Молдавської РСР. Він першим в полку переправився через Дністер, виявивши ворожий кулемет, підібрався до нього і знищив обслугу. Вогнем із захопленого кулемета відбив ворожі контратаки.

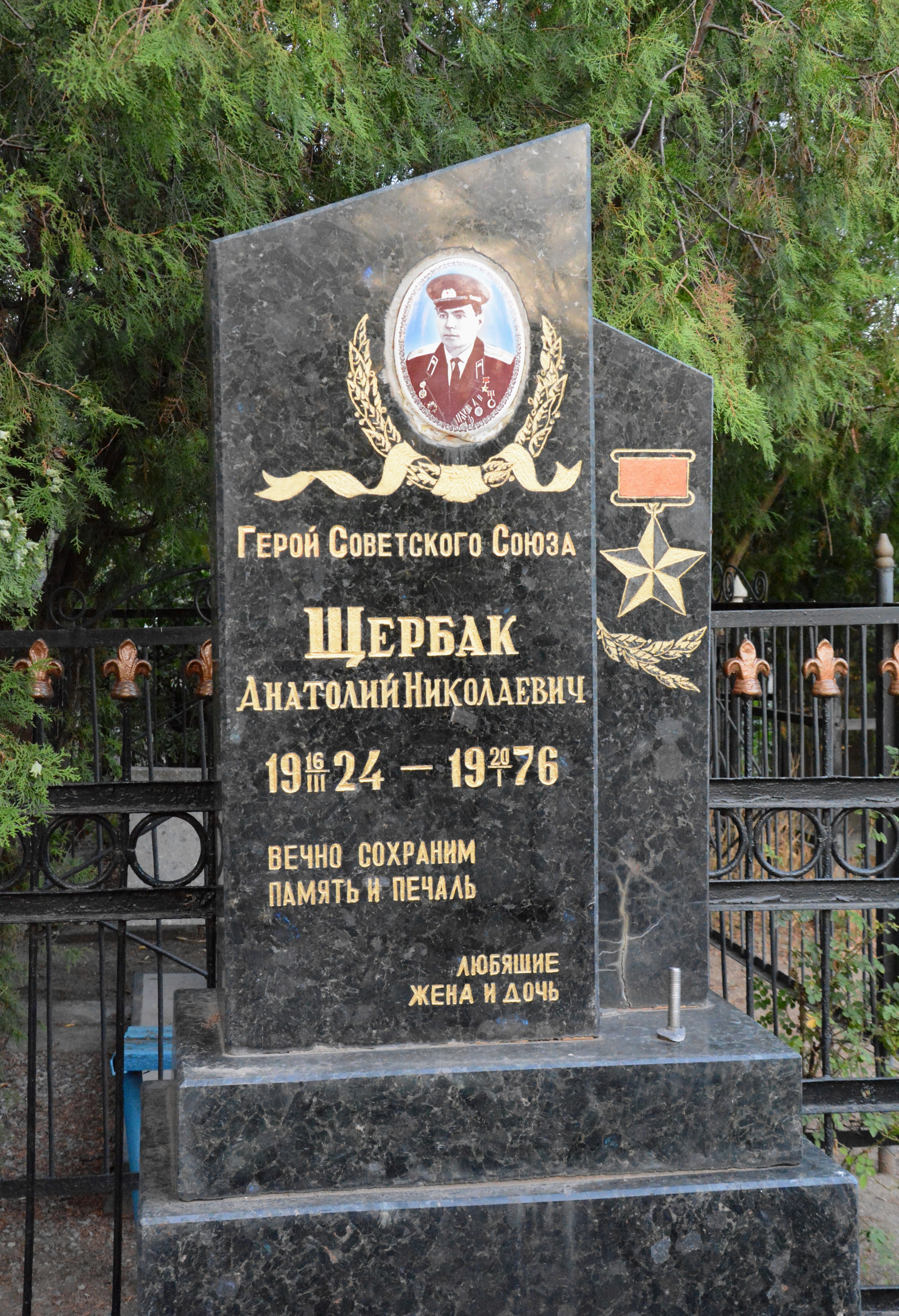
Надгробний пам'ятник.

Після демобілізації жив в місті Бердянську. Працював заступником директора фабрики індивідуального пошиття та ремонту одягу. Помер у Бердянську 20 січня 1976 року. Похований у Бердянську на Міському кладовищі № 1 (46°45′57.05″ пн. ш. 36°46′37.70″ сх. д. / 46.7658472° пн. ш. 36.7771389° сх. д.).

## Відзнаки
Указом Президії Верховної Ради СРСР від 13 вересня 1944 року за мужність і героїзм, проявлені в боротьбі з німецько-фашистськими загарбниками, червоноармійцеві Щербаку Анатолію Миколайовичу присвоєно звання Героя Радянського Союзу з врученням ордена Леніна і медалі «Золота Зірка» (№ 8 939).
Нагороджений медаллю «За перемогу над Німеччиною».

## Вшанування

Меморіальна дошка.

- Ім'ям Героя названа одна з вулиць Бердянська;
- На будинку де він жив в 2009 році встановлено меморіальну дошку.